# Honeymoon Hospital
Honeymoon Hospital è un cortometraggio muto del 1926 diretto da Eugene Forde e Zion Myers. I due registi girarono insieme ancora tre film. Per Forde, questo fu il debutto da regista. Nei credits, il suo nome appare come Gene Forde.

## Produzione
Il film fu prodotto dalla Fox Film Corporation (con il nome Imperial Comedies).

## Distribuzione
Distribuito dalla Fox Film Corporation, il film - un cortometraggio in due rulli - uscì nelle sale cinematografiche USA il 17 ottobre 1926.